# Päpstliche Katholische Universität von Rio de Janeiro

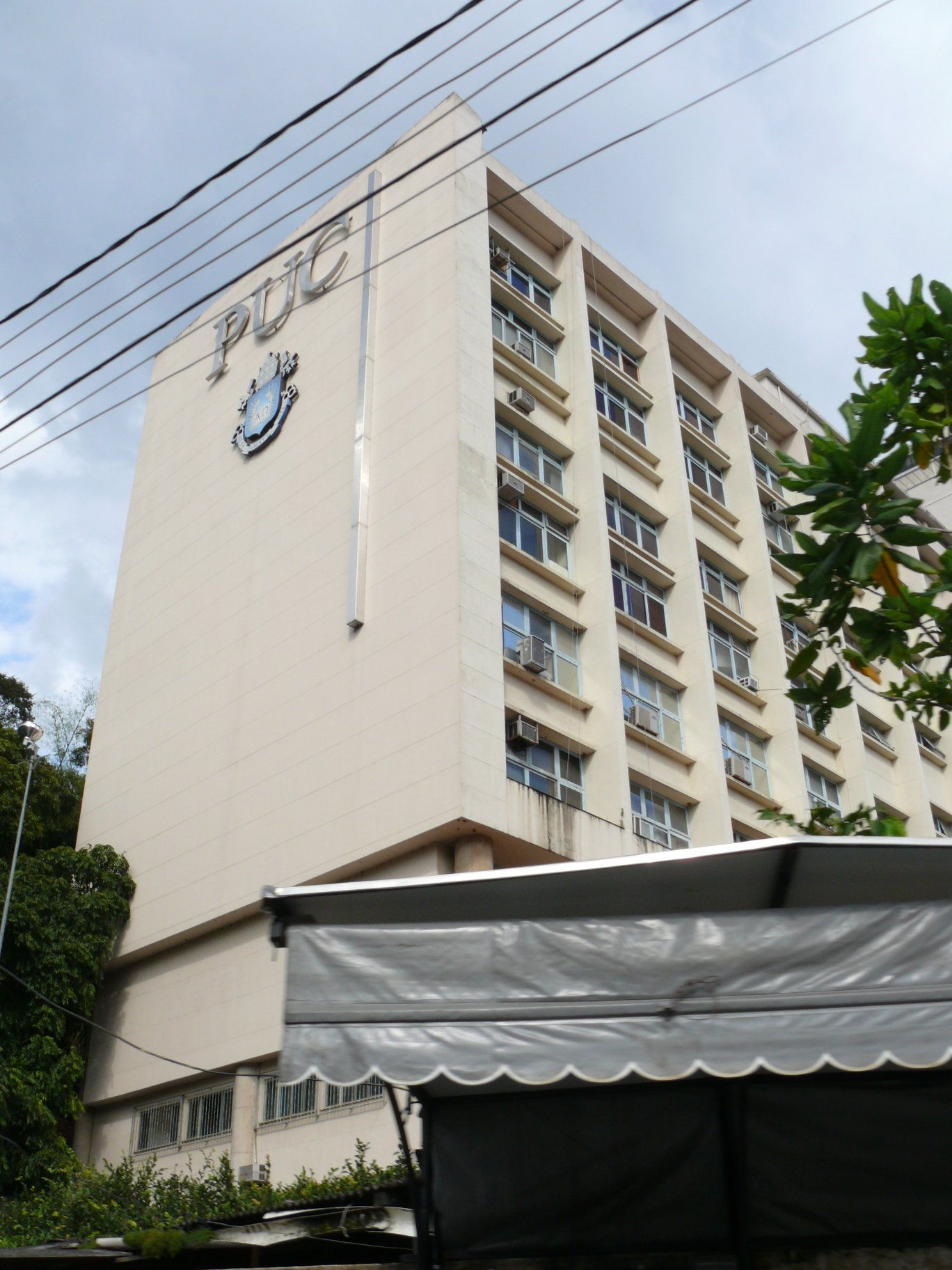
Päpstliche Katholische Universität von Rio de Janeiro, PUC-Rio (2013)

Die Päpstliche Katholische Universität von Rio de Janeiro (port.: Pontifícia Universidade Católica do Rio de Janeiro), kurz: PUC-Rio, ist eine brasilianische Universität päpstlichen Rechts. Der Campus liegt in Gavea, im Süden der Stadt.

## Geschichte
Die Universität wurde am 30. Oktober 1940 gegründet.
Die Universität ist eine privat finanzierte gemeinnützige Organisation der römisch-katholischen Kirche; Träger ist das Erzbistum São Sebastião do Rio de Janeiro und die Gesellschaft Jesu.

## Fakultäten
- Zentrum für Technische Wissenschaften (CTC – Centro Técnico Científico)
  - Elektrotechnik
  - Bauingenieurwesen
  - Arbeitsingenieurwesen
  - Maschinenbau
  - Mathematik
  - Physik
  - Chemie
  - Informatik
  - Werkstoffwissenschaften
  - Instituto Tecnológico da PUC-Rio – ITUC
  - Ciclo Básico do Centro Técnico Científico – CBCTC
  - Coordenação do Ciclo Profissional das Engenharias – CCPE

- Zentrum für Sozialwissenschaften (CCS – Centro Científico Social)
  - Department of Business
  - Department of Social Communication
  - Department of Law
  - Department of Economics
  - Department of Geography
  - Department of History
  - Department of Politics and Sociology
  - Department of Social Work
  - Institute of Financial Risk Administration
  - Institute of International Relations

- Zentrum für Theologie und Geisteswissenschaften (CTCH – Centro de Teologia e Ciências Humanas)
  - Department of Arts and Design
  - Department of Education
  - Department of Philosophy
  - Department of Linguistics
  - Department of Psychology
  - Department of Theology[3]